# Catocala distorta
Catocala dissimilis és una espècie de papallona nocturna de la subfamília Erebinae i la família Erebidae. Es troba a l'India (Himachal Pradesh).